# Adieu Paris (film, 2013)
Pour les articles homonymes, voir Adieu Paris (homonymie).
Pour plus de détails, voir Fiche technique et Distribution.
Adieu Paris est un film allemand réalisé par Franziska Buch et sorti en 2013.

## Synopsis
Le film raconte l'histoire d'un couple franco-allemand au travers des aléas de la vie. Patrizia a écrit un premier roman, et rencontre un homme dans un aéroport. Son amant français a été victime d'un grave accident et se retrouve dans le coma.

## Fiche technique
- Titre original et français : Adieu Paris
- Réalisation : Franziska Buch
- Scénario : Martin Rauhaus
- Photographie : Hagen Bogdanski
- Musique : Gast Waltzing
- Producteurs : Stefan Schubert, Ralph Schwingel et Nicolas Steil
- Sociétés de production : Wüste Film, Iris Productions
- Distribution : Rézo Films
- Pays d'origine : Allemagne, Luxembourg, France
- Durée : 100 minutes
- Dates de sortie :
  -  Allemagne : 20 juin 2013 (Ludwidshafen Festival des deutschen Films)
  -  Luxembourg : 10 juillet 2013
  -  Allemagne : 11 juillet 2013

## Réalisation
Le film a été tourné au Luxembourg, à Düsseldorf et Paris.

## Distribution
- Jessica Schwarz : Patrizia Munz
- Hans Werner Meyer : Frank Berndssen
- Sandrine Bonnaire : Françoise Dupret
- Gérard Jugnot : Albert Albert
- Jean-Yves Berteloot : Jean-Jacques Dupré
- Silvia Maleen : Analystin
- Ina Weisse : Gloria Berndssen
- Thure Lindhardt : Mika
- André Jung : Jules Tellier
- Gruschenka Stevens : Schalter Dame
- Nicole Max : le docteur Cassel
- Linda Foerster : Cookie
- Tobias Kasimirovicz : l'éditeur de Patrizia
- Catherine Hosmalin : Madame Colussant